# Lori Lethin
Lori Ann Lethin (Los Angeles, 4 augustus 1955) is een Amerikaanse voormalige actrice.

## Biografie
Lethin werd geboren op 4 augustus 1955 in Los Angeles als dochter van Corinne Walker en Paul Lethin. Ze groeide op in Long Beach.
Ze maakte haar speelfilmdebuut in de slasherfilm The Prey, gefilmd rond 1980 maar uitgebracht in 1983. Vervolgens had ze een hoofdrol in Bloody Birthday (1981) over een groep kinderen die moorden beginnen te plegen.
Lethin speelde de rol van Charlene Matlock in de Matlock-pilotfilm A Perfect Murder uit 1986. Ze werd in de daaropvolgende serie vervangen door Linda Purl. Later was ze te zien in de horrorkomedie Return to Horror High (1987), waarin ze meerdere rollen speelde. Lethin had een kleine rol in Jonathan Kaplans drama Brokedown Palace uit 1999, als de moeder van het personage van Kate Beckinsale.
Na haar acteercarrière werd ze therapeut en werkte ze met verslaafden die proberen te herstellen van het trauma dat tot hun drank- en misbruikgedrag heeft geleid.
In juli 1981 trouwde Lethin met acteur Loring Pickering. Het paar kreeg een kind en in 1984 volgde een scheiding. Van 1988 tot 2011 was ze getrouwd met zanger Tim Hauser, oprichter van The Manhattan Transfer, met wie ze twee kinderen kreeg.